# Hans Gujer
Hans Gujer (ur. 25 kwietnia 1920 w La Coudre, zm. 4 listopada 2017 w Biel/Bienne) – szwajcarski koszykarz, uczestnik Letnich Igrzysk Olimpijskich 1948.
Na igrzyskach olimpijskich wystartował tylko raz. W Londynie, (gdzie jego reprezentacja zajęła 21. miejsce) zdobył 16 punktów. Ponadto zawodnik ten zanotował osiem fauli.